# Basia
Barbara Stanisława Trzetrzelewska (n. 30 septembrie 1954, Jaworzno, Voievodatul Silezia, Polonia), cunoscută ca Basia, este o cântăreață poloneză.